# Luis Emilio Sosa
Luis Emilio Sosa (Desamparados, 18 de enero de 1935-Buenos Aires, 19 de julio de 2016) fue un militar argentino perteneciente a la Armada, que alcanzó el grado de capitán de fragata. Fue uno de los responsables de la Masacre de Trelew, ocurrida en 1972, siendo condenado a prisión perpetua en 2012.

## Biografía
Nació en Desamparados (provincia de San Juan) en 1935. Asistió a la Escuela Naval Militar, de donde egresó como guardiamarina en 1951, como parte de la promoción 83. Perteneciente a la rama de la Infantería de Marina, pasó a retiro en marzo de 1981 con el grado de capitán de fragata.
A principios de 1970, se había informado que se encontraba a cargo de la fuerza de Infantería de Marina acantonada en la Base Aeronaval Almirante Zar en Trelew, cuando un grupo de guerrilleros quiso, de manera parcialmente exitosa, utilizar la pista de la base para fugarse del complejo penal de Rawson. Algunos de ellos fueron detenidos en el intento y encarcelados en la base de Trelew, siendo posteriormente fusilados, mientras la Armada Argentina informó que habían actuado en medio de un intento de fuga. Sin embargo, investigaciones judiciales posteriores determinaron que Sosa no cumplía funciones habituales en la base, sino que había sido enviado por el entonces presidente de facto Alejandro Agustín Lanusse para comandar las ejecuciones de los reos.
Luego de la reapertura de los juicios de lesa humanidad en Argentina a principios de los años 2000, comenzó a ser investigado su rol en la conocida luego como masacre de Trelew, cuyos sucesos fueron calificados judicialmente como crímenes de lesa humanidad. Sosa, así como también los comunicados oficiales de la época, siempre sostuvieron que se trató de un enfrentamiento en medio de un intento de fuga, versión que había sido desmentida por sobrevivientes y personal militar que no había participado de los hechos. Su paradero fue un misterio hasta que en febrero de 2008, tras una investigación conducida por la policía del Chubut, fue capturado en un domicilio del porteño barrio de Recoleta. Aquella fue la primera vez que fue detenido en relación con aquellos hechos.
Tras los hechos de Trelew, fue destinado por el gobierno de Lanusse a Estados Unidos como agregado naval e instructor militar en 1973, de la misma forma que Roberto Guillermo Bravo, oficial subalterno también implicado en la masacre. Posteriormente, fue designado como agregado naval en Tegucigalpa, Honduras en 1981. Habría regresado a la Argentina durante la Guerra de las Malvinas en 1982, y desde entonces desapareció de la escena pública y no se volvió a tener noticias de él hasta iniciadas las investigaciones sobre los hechos en Trelew, cuando la democracia argentina ya se encontraba consolidada.
Descartada la versión de que se trató de un intento de fuga, Sosa alegó que sus subordinados actuaron por cuenta propia. En 2012 fue condenado a prisión perpetua por un juzgado federal de Comodoro Rivadavia, junto con otros dos marinos, Emilio del Real y Carlos Marandino.
Fue posteriormente puesto en prisión domiciliaria en la ciudad de Buenos Aires. Allí falleció en julio de 2016, víctima de un cáncer, a los 81 años, que ya lo aquejaba al momento de su detención.